# HELLP症候群
HELLP症候群（HELLP syndrome），一種產科疾病，是妊娠毒血症的一種，經常發生在懷孕晚期，有時甚至是生產時發生。
它的命名來自於它的幾項特徵：
1. 溶血性貧血（Hemolytic anemia）
2. 肝酵素指數上升（Elevated Liver enzymes）
3. 血小板不足（Low platelet count）

## 症狀
HELLP症候群通常伴隨著妊娠型高血壓或妊娠毒血症而來。有 8%的病例出現在生產之後。